# Don Stark
Donald "Don" Stark (* 5. července 1954) je americký herec, známý především díky roli Boba Pinciottiho v Zlatá sedmdesátá (1998 - 2006). Také je známý jako člen fiktivního gangu Los Angeles Devils jménem Oscar Kinkade v Hit the Floor.

## Osobní život
Narodil se v New Yorku a odmaturoval na Cleveland High School v Reseda v Kalifornii v roce 1972. Na této škole hrál fotbal a hlavní role v divadelním kroužku.
Jeho otec Alan Stark (1924-2008) byl německý židovský herec a jeho matka Debra Antorelli (1926-1993) byla italská kataločka. Také hrála na Boadwayi.